# 중심체

중심체의 구조

중심체(中心體, 영어: centrosome)는 세포생물학에서 동물 세포의 주요 미세소관형성중심(MTOC) 역할을 함과 동시에 세포 주기의 조절 역할을 하는 세포소기관이다.

## 개요
많은 동물 세포, 어떤 종류의 조류(藻類), 이끼류나 양치류 등의 정원(精原) 세포에는 세포질 내에 공모양 또는 짧은 막대 모양의 작은 구조물을 볼 수 있다. 이 소체를 중심체라고 하며, 세포 중심의 핵 가까이에 있는 경우가 많다. 중심체는 중심립(粒)이라 불리는 두 개의 소립과 이를 에워싸는 특수한 원형질(중심질이라 한다)로 되어 있다. 이 중심체는 1876년 베네덴에 의해 발견되었는데, 그는 처음에 이것을 극소체라고 불렀다. 그 후 이 소체에는 중심 소체·중심체·분열 중심·중심자 등의 이름이 붙여졌다. 유사 분열 초기에 중심체는 둘로 분열하여 핵을 사이에 두고 서로 반대 위치가 될 때까지 이동한다. 각각의 중심체 주위에는 이것을 중심으로 한 방사상의 섬유 구조, 즉 성상체(星狀體)가 형성된다. 중심립은 철(鐵)헤마토키시린 또는 크리스탈 바이올렛 등의 색소에 강하게 물든다. 중심체는 인위적인 구조가 아닐까 하고 생각했으나, 생세포에서도 관찰되고 중심립은 중심립에서 생긴다는 것도 밝혀져 세포내의 독립된 세포 기관이라고 생각하게 되었다.
최근 전자 현미경으로 중심체의 미세 구조가 밝혀졌다. 중심립은 지름 약 0.15μm, 길이 0.3-0.5μm인, 양끝이 세포내로 열린 원통형 구조이며, 원통의 표층부는 밀도가 크고, 이 부분에 세 개의 미소세관으로 이루어진 구조가 아홉 덩어리 있으며, 이것은 원통형의 긴 축에 평행으로 달린다. 원통형의 표층부와 주위의 세포질 사이에는 뚜렷한 경계는 없다. 두 개의 중심립의 각각의 긴 축이 평행으로 위치하는 일도 있지만 대부분의 경우는 긴 축이 서로 직각으로 위치한다. 이 위치 관계의 생물학적 의의는 알 수 없지만, 중심립의 분열 증식에 관계가 있는 것은 아닐까 하고 생각한다. 또 두 개의 중심립 중 한쪽이 밀도가 크고, 유사분열 때 이 중심립에서 방추사가 뻗어나오는 것도 관찰되었다.
편모·섬모·정자의 꼬리 등의 횡단 조각을 전자 현미경으로 관찰하면 미소세관이 주변부에 9개, 중앙부에 두 개 있어 이른바 9+2 구조를 이루고 있다. 섬모의 기부에는 기립(基粒)이라고 불리는 부분이 있으며, 식물 정자의 편모 또는 섬모의 기립은 특히 생모체라고 부른다. 그 미세 구조나 기능으로 보아 생모체는 중심립과 같으며, 사실 생모체는 중심립에서 생기는 것이다.
세포 분열의 정지기에 중심체는 둘로 나누어지는데, 분열 초기에 각 세포의 양극으로 이동하고, 성상체 중심부에 위치하여 방추체 형성에 관여한다. 또 세포에 콜히친(Colchicine)을 투여하면 세포 분열 진행 상태가 중기에서 중지되어 그 이상 진행되지 않는데, 이는 콜히친이 중심체가 양극으로 이동하는 것을 방해하기 때문이라고 생각되는데, 이러한 이유로 콜히친은 세포 독성을 가지는 분자로 여겨진다.